# Skyropoúla
Skyropoúla (Σκυροπούλα) est une île de la Grèce faisant partie des îles Sporades dans la mer Égée.
Elle a environ 2 km de diamètre. Sur une des collines se trouve une petite église datant de 1726.
Entre 1860 et 2001, cette île privée appartenait à la famille Antoniades, qui a une longue tradition militaire. En 2001, elle a été rachetée par un homme d'affaires chypriote. Elle est à nouveau à vendre depuis 2011.